# Hedwig Schäffer

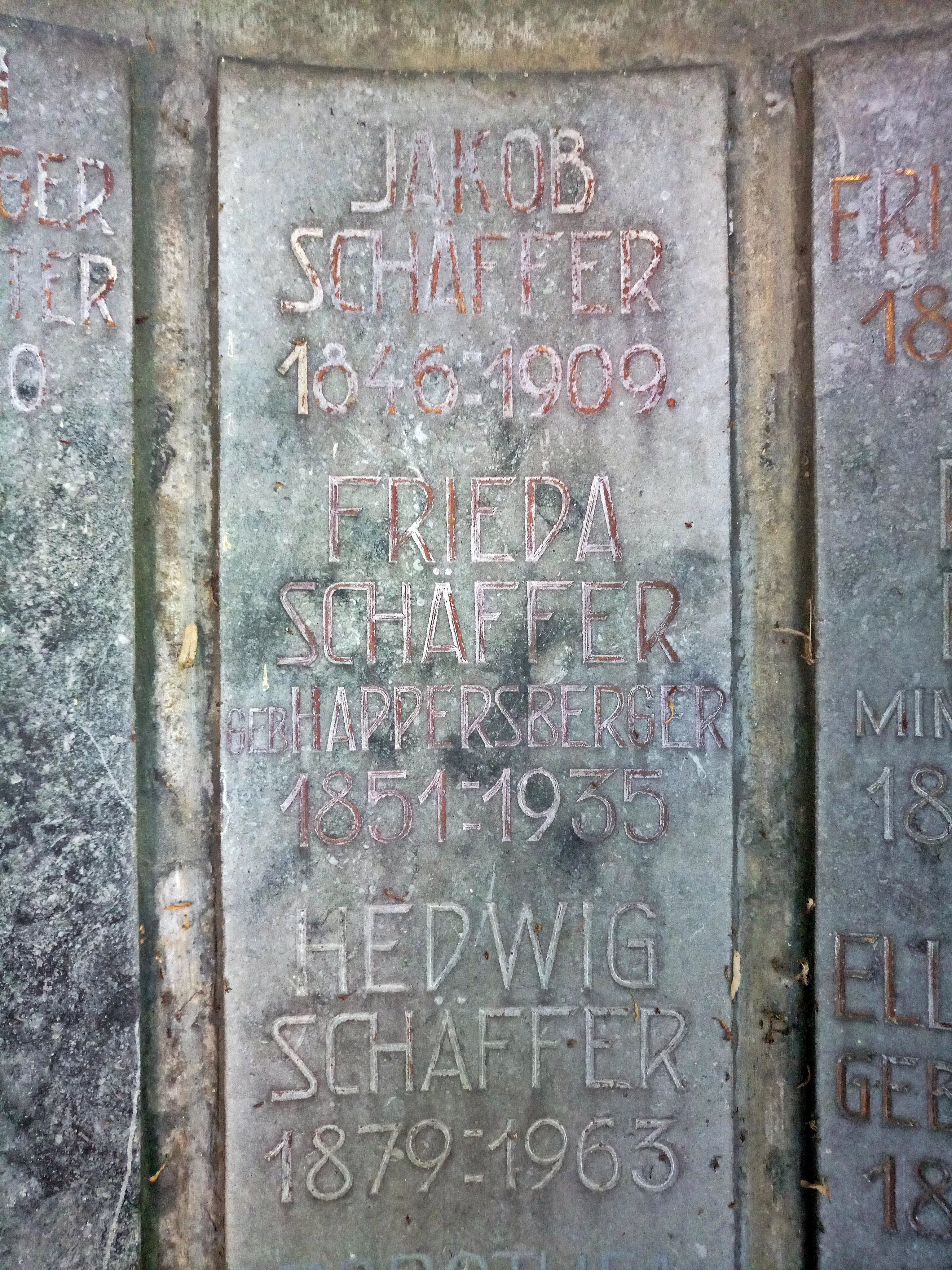
Grabinschrift

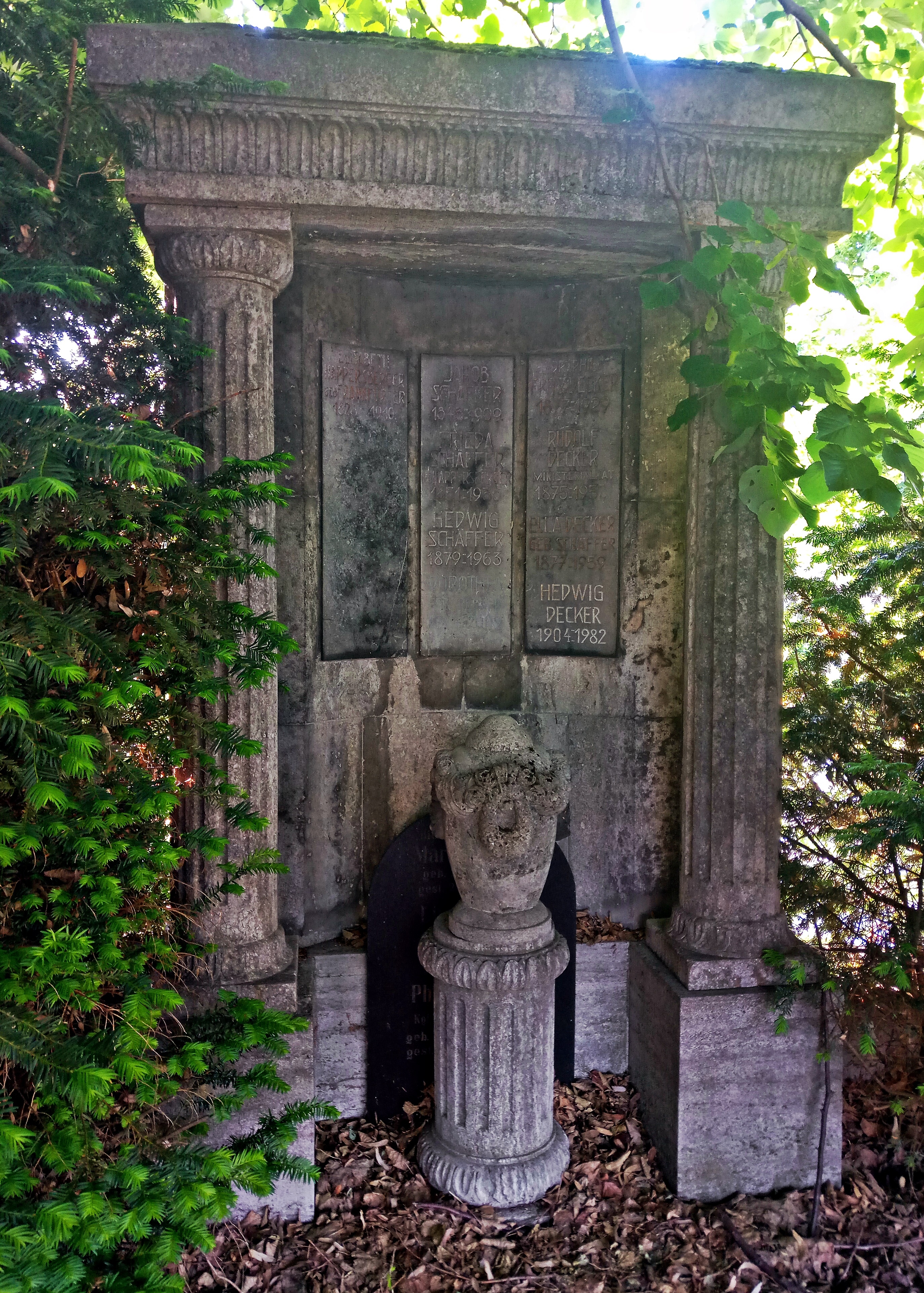
Familiengrab Schäffer, Friedhof Grünstadt

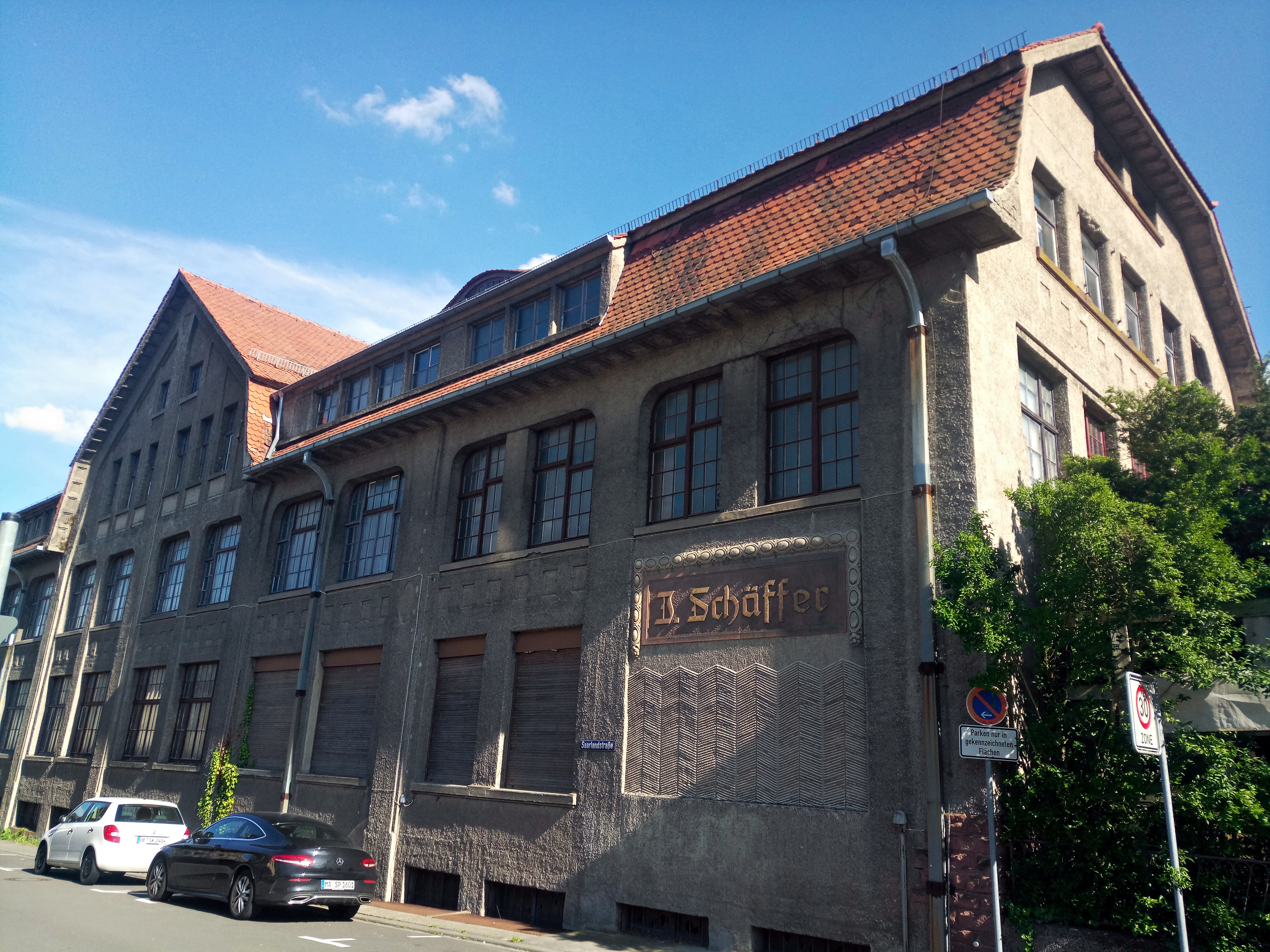
Ehem. Gesangbuchfabrik Schäffer

Hedwig Schäffer (* 28. März 1879 in Grünstadt; † 8. Juli 1963 ebenda) war eine deutsche Kunstmalerin.

## Leben
Sie war die Tochter des Grünstadter Buchdruckers bzw. Verlagsinhabers Jakob Schäffer (1846–1909) und dessen Ehefrau Friederike geb. Happersberger. Der Verlag firmierte schließlich unter „Gesangbuchfabrik Schäffer“ und zog 1912 in ein neu errichtetes, heute denkmalgeschütztes Fabrikgebäude, Grünstadt, Sausenheimer Str.  27 um.
Hedwig Schäffer war unverheiratet und verbrachte nahezu ihre gesamte Lebenszeit in Grünstadt. Die Heimatstadt und das Leininger Land  gehörten daher, neben Stillleben und Genredarstellungen, zu ihren bevorzugten Bildmotiven.
Ihre künstlerische Ausbildung absolvierte sie zunächst an der Malerinnenschule Karlsruhe, dann im Münchner Künstlerinnenverein, bei Max Feldbauer, Ferdinand Götz (1874–1941) und bei Walter Thor.
Etwa ab 1930 kehrte sie wieder dauerhaft nach Grünstadt zurück und widmete sich hauptsächlich der Malerei. Verschiedene ihrer Gemälde wurden als Postkarten vom „Verlag für Volkskunst Richard Keutel“, Stuttgart, vertrieben.  1939 erschien im gleichen Verlag das Buch „Die Pfalz und die Deutsche Weinstraße“, von Karl Sander. Es enthielt zahlreiche Farbdrucke nach Hedwig Schäffers Werken, auch das äußere Titelbild, eine Ansicht von Neuleiningen, stammte von ihr. Zudem wurde dort die Kunstmappe „Hedwig Schäffer: Rheinpfälzische Heimatbilder“ publiziert. Das Heimatbuch „Geschichte von Grünstadt“ (1939) beinhaltet ebenfalls Farbdrucke ihrer Bilder.
Hedwig Schäffer galt zu ihren Lebzeiten als bedeutendste Grünstadter Malerin. Sie starb 1963 und ist auf dem Friedhof Grünstadt begraben, wo ihre Grabstätte erhalten ist (2019).
Das Museum im Alten Rathaus Grünstadt  besitzt in seiner Sammlung mehrere Originalwerke der Künstlerin.
Hedwig Schäffers Schwager (Mann ihrer Schwester Ella) war der bayerische Ministerialrat und Mitbegründer des Bayernwerks, Rudolf Decker. Er gehörte im 3. Reich, zusammen mit dem ihm befreundeten Eduard Hamm, zum Umfeld des Widerstandskreises um Franz Sperr. Auch er ist im Schäffer-Familiengrab auf dem Grünstadter Friedhof beigesetzt.